# Observatoire astronomique de Pékin
L'Observatoire astronomique de Pékin (BAO) est un observatoire astronomique située dans le district de Chaoyang, à Pékin, en Chine. Il a été fondé en 1958 et fait partie de l'Académie chinoise des sciences. L'observatoire comprend 5 stations d'observation. Le principal site d'observation optique et infrarouge est la station de Xinglong dans le comté de Xinglong, à Chengde, en province de Hebei, qui se trouve à environ 150 km au nord-est de Pékin.